# Zechsteinmeer

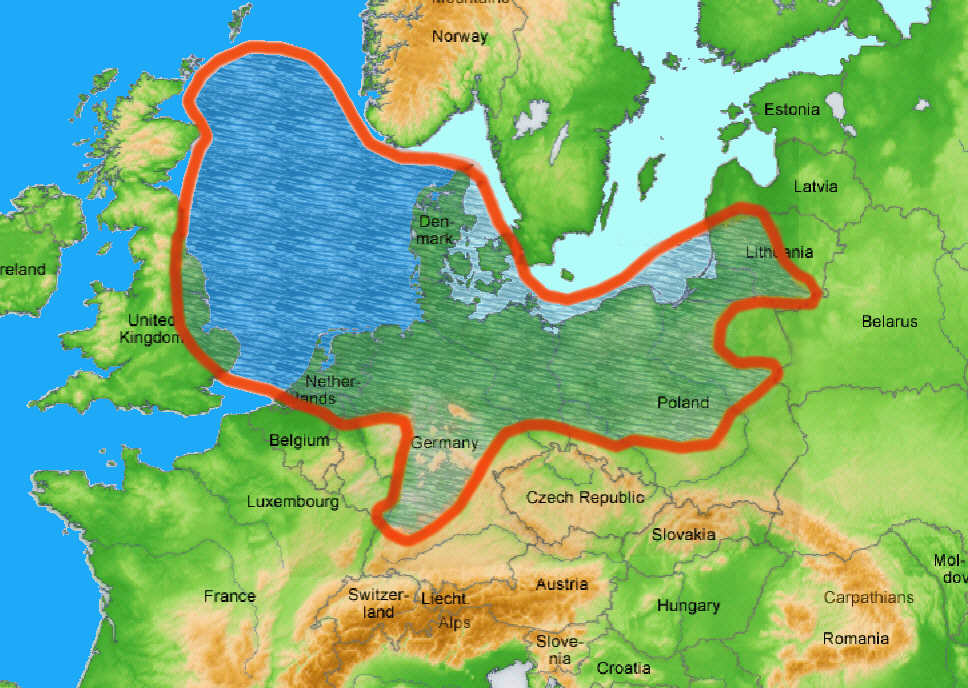
Ausdehnung des Zechsteinbeckens vor ca. 255 Millionen Jahren (rot umrandet) im Vergleich zur aktuellen Geographie Mitteleuropas

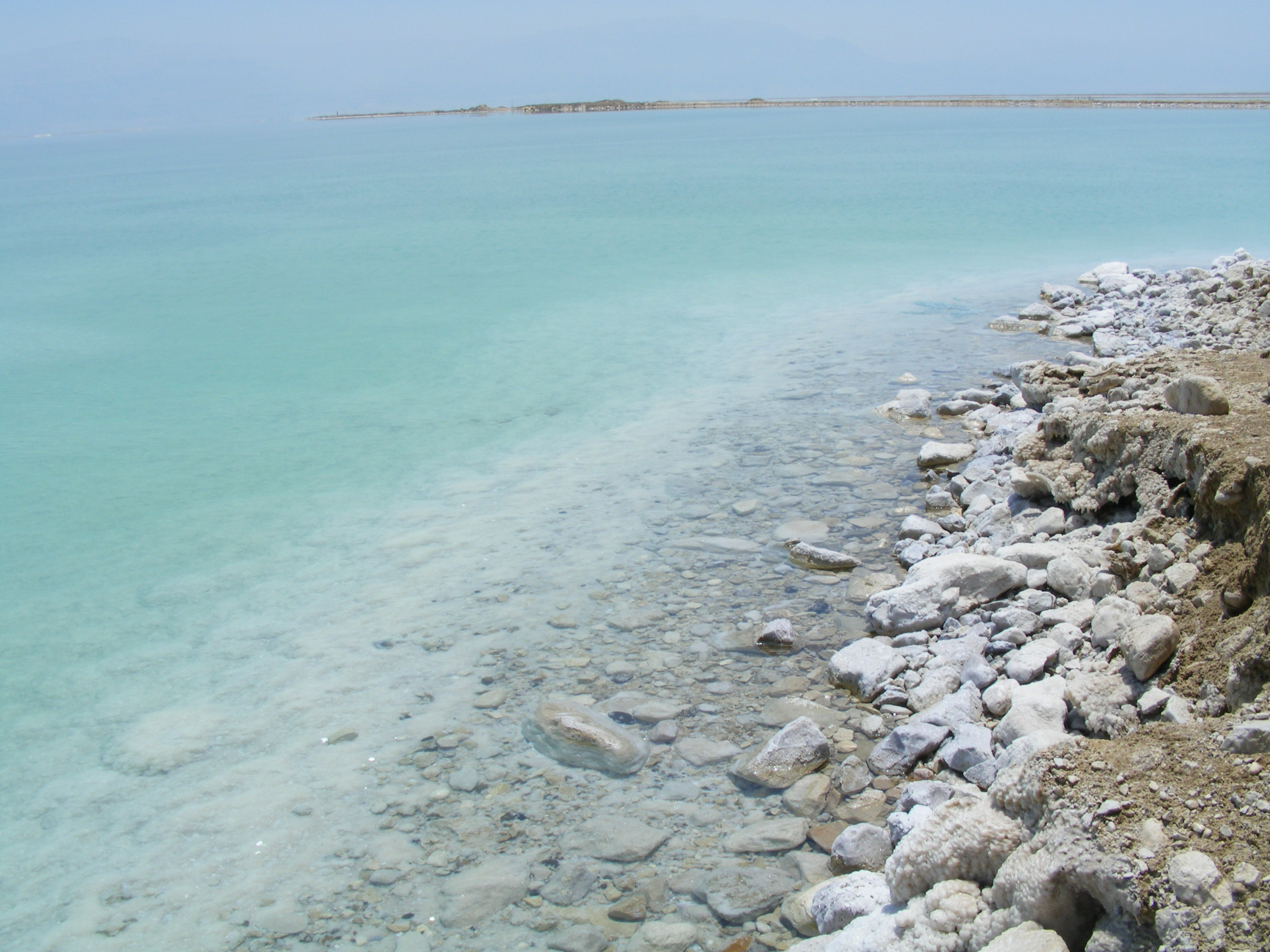
Das Tote Meer im Grenzbereich Israel-Jordanien-Westjordanland, ein übersalzenes Gewässer in einer heißen Wüste. So ähnlich könnte es von Zeit zu Zeit vor über 250 Millionen Jahren am Ufer des Zechsteinmeeres ausgesehen haben.

Das Zechsteinmeer war ein flaches Epikontinentalmeer, das im späten Perm (Lopingium) vor etwa 258–250 Millionen Jahren im heutigen Mitteleuropa bestand. Es erstreckte sich mit einer Fläche von ungefähr einer Million Quadratkilometern, also mehr als dem Doppelten der Fläche des Schwarzen Meeres, vom heutigen England bis ins heutige Baltikum und vom heutigen nördlichen Nordseeraum bis ins heutige Südwestdeutschland. Das Sedimentbecken, das zu einem Großteil vom Zechsteinmeer bedeckt war, wird Zechsteinbecken genannt. Es repräsentiert die früheste Phase in der Geschichte des Germanischen Beckens.

## Entstehung des Zechsteinmeeres

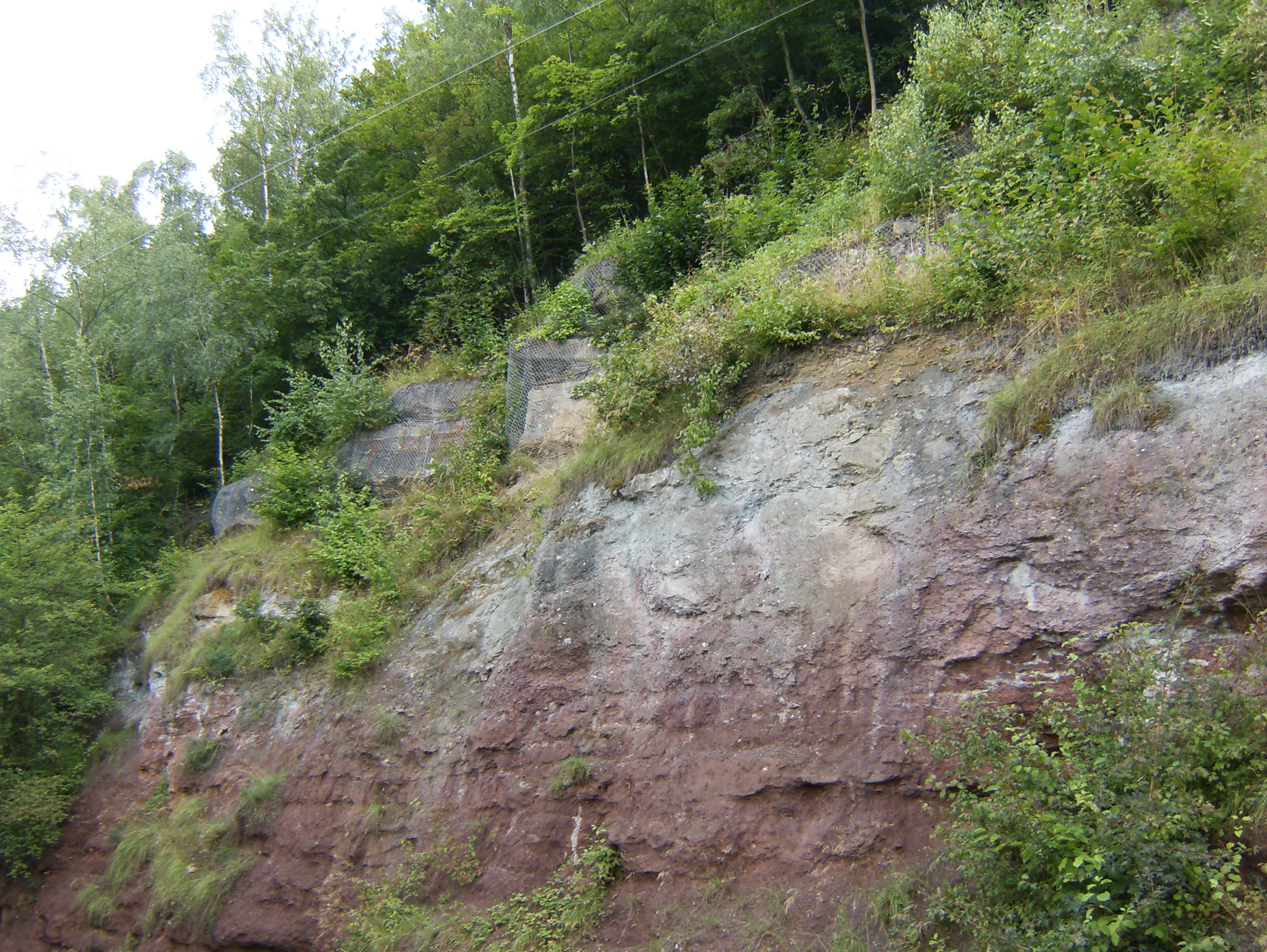
Aufschluss mit Rotliegend-Sedimenten, die von den untersten Schichten der Werra-Formation („Mutterflöz“, Kupferschiefer und basales Werra-Karbonat) überlagert werden, in der Schiefergasse in Gera-Milbitz, Thüringen

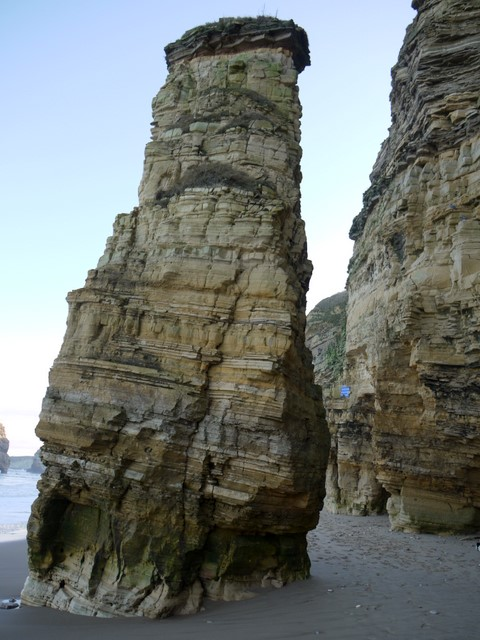
„Lot’s Wife“ („Lots Weib“), ein Brandungspfeiler in der Marsden Bay nahe Newcastle, Nordost-England. Der Felsen besteht aus dem Dolomit des britischen stratigraphischen Pendants des Staßfurt-Karbonats. Es handelt sich hierbei um eine Wechsellagerung aus sehr feinkörnigen, geringmächtigen Mikriten und grobkörnigeren, mächtigeren Kalkturbiditlagen.

Nach der variszischen Gebirgsbildung im Oberkarbon begann die Abtragung des variszischen Gebirges. Die entsprechenden Sedimente (Molasse), die zwischen Oberkarbon und Mittelperm im nördlichen Gebirgsvorland sowie in kleineren Becken im Inneren des Gebirges abgelagert wurden, rötliche Sandsteine und Konglomerate, werden Rotliegend genannt. Im Oberperm senkten sich dann weite Bereiche des Gebirgsstockes ab und bildeten zusammen mit dem ehemaligen Vorland eine ausgedehnte Ebene, das Germanische Becken bzw. dessen Vorläufer, das Zechsteinbecken. Mehr oder weniger gleichzeitig entstand zwischen Norwegen und Grönland, damals unmittelbar benachbart, weil der Nordatlantik erst mehr als 150 Millionen Jahre später entstehen sollte, ein Grabenbruch. Durch diesen drang das Meer von Norden bis nach Mitteleuropa vor und überschwemmte die Ebene. Dieser Meereseinbruch ist in der Gesteinsabfolge Mitteleuropas als Zechstein-Transgression überliefert. Dabei kommen die frühesten Ablagerungen des Zechsteinmeeres sowohl auf Rotliegend-Sedimenten zum Liegen als auch direkt auf gefalteten vorpermischen Gesteinen des variszischen Gebirges. In letzterem Fall spricht man von der Zechstein-Diskordanz.
Namensgebend für Meer und Becken sind die darin hinterlassenen bzw. enthaltenen Ablagerungen, die lithostratigraphisch unter der Bezeichnung Zechstein zusammengefasst werden. Sie bestehen zu einem Großteil aus Gips und Steinsalz (Halit), die zur Sedimentklasse der Evaporite gehören, und sind heute im Untergrund Mitteleuropas weit verbreitet. Die evaporitreichen Ablagerungen des Zechsteins werden auch als Zechstein-Salinar bezeichnet. Demgegenüber stehen klastische Ablagerungen der Küstenebene des Zechsteinmeeres (Randfazies), die keine Evaporite enthalten.

### Zechstein-Transgression und Kupferschiefer
Traditionell wurde das sogenannte Zechstein-Konglomerat, ein Sediment, das durch die Aufarbeitung (Erosion und Wiederablagerung) älterer (vor-oberpermischer) Gesteine im Bereich der vorrückenden Küstenlinie des Zechsteinmeeres entstanden ist, als erstes geologisches Zeugnis der Zechstein-Transgression betrachtet. Da es aber bereits im Ablagerungszeitraum des Rotliegend kleinere Meereseinbrüche in Mitteleuropa gab und ein Zechstein-Konglomerat dort, wo Rotliegend-Ablagerungen in Zechstein-Ablagerungen übergehen, von unterlagernden Rotliegend-Konglomeraten schwer zu unterscheiden ist, gilt formal nunmehr der Kupferschiefer als älteste Ablagerung des Zechsteinmeeres. Der Kupferschiefer, ein Schwarztonstein, der vor allem wegen seiner Erz- und Fossilführung bekannt ist, repräsentiert eine Phase des raschen Anstiegs des Meeresspiegels (engl.: maximum flooding) mit sehr geringen Sedimentationsraten (d. h., es dauerte relativ lange, bis eine relativ geringe Menge an Sediment abgelagert war). Erst nachdem sich der Meeresspiegelanstieg verlangsamte und die Ablagerung des Zechstein-Salinars einsetzte, erhöhten sich die Sedimentationsraten z. T. drastisch.

### Entstehung des Zechstein-Salinars
Die Evaporit-Ablagerungen konnten sich bilden, weil in der Region des Zechsteinbeckens sehr trockenes und warmes Klima herrschte (→ arides Klima). Durch hohe Verdunstungsraten und aufgrund der nur schmalen Verbindung des Meeres zum Ozean im Norden erhöhte sich allmählich die Konzentration der im Meerwasser gelösten Salze. Diese Salze fielen entsprechend ihrer Löslichkeit aus, zunächst die schwer löslichen Karbonate (Kalkstein, vermutlich nachfolgend diagenetisch in Dolomit umgewandelt) und Gips (diagenetisch in Anhydrit umgewandelt), dann das mengenmäßig dominierende Natriumchlorid (als Halit) und zuletzt die Kalium- und Magnesiumchloride und -sulfate (allgemein als Kalisalze oder Edelsalze bezeichnet). Hin und wieder erfuhr das Meerwasser z. B. aufgrund einer vorübergehenden Abschwächung der Trockenheit eine Aussüßung und die progressive Ausfällung (Ausfällung von schwer löslich zu leicht löslich) kehrte sich um (rezessive Ausfällung: von leicht löslich zu schwer löslich) oder brach ganz ab, um nach erneuter Zunahme der Trockenheit wieder einzusetzen. Der Zeitraum zwischen Einsetzen und Unterbrechung der Ausfällung bzw. die dementsprechende Gesteinsabfolge heißt Eindampfungszyklus. Durch fortwährende, allmähliche Absenkung des Beckengrundes (Subsidenz) und den Wechsel zwischen trockeneren und feuchteren Perioden entstand so über die Jahrmillionen eine stellenweise mehr als 1500 Meter mächtige Abfolge, in der mehrere Eindampfungszyklen dokumentiert sind. Da sie die extremsten Bildungsbedingungen haben, sind die heute als Rohstoff besonders begehrten Schichten aus Kalisalz (Kali-Flöze) nicht mächtiger als drei bis acht Meter. Die Ablagerungen zweier Eindampfungszyklen sind im Idealfall durch Tonsedimente voneinander getrennt, die dem jeweils jüngeren Eindampfungszyklus zugerechnet werden und vermutlich in besonders starken Aussüßungsphasen abgelagert wurden.

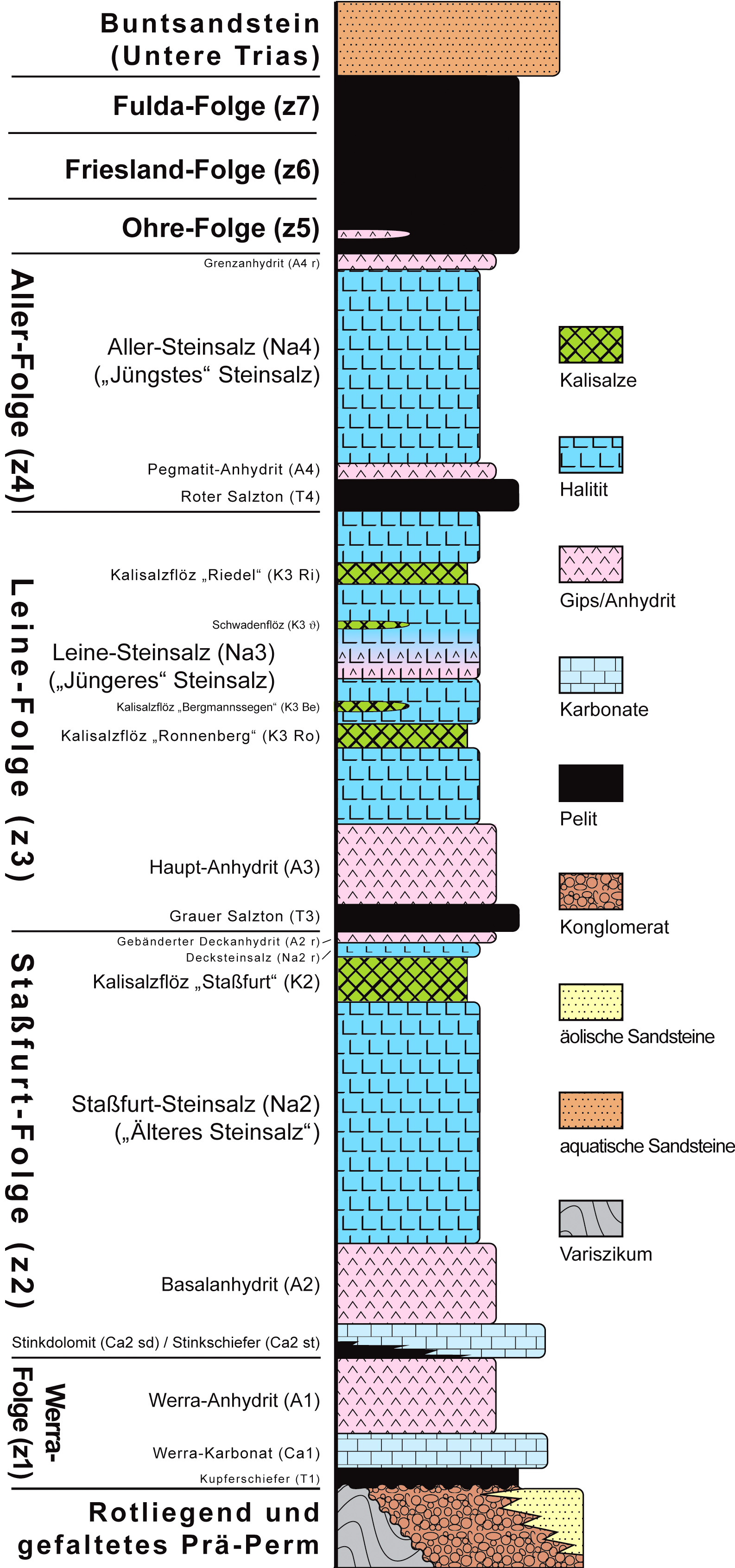
Generalisiertes, schematisches Profil des Zechsteins des nördlichen Harzvorlandes. Man beachte, dass die Werra-Folge (Werra-Formation) hier nur Anhydrit und kein Stein- oder Kalisalz führt und dass die Zyklen z5-z7 keine nennenswerten Evaporitmengen enthalten.

Klassisch werden vier Haupt-Eindampfungszyklen, repräsentiert durch vier Salinar-Folgen, unterschieden:
- Aller-Zyklus (z4) bzw. Aller-Formation (zA)
- Leine-Zyklus (z3) bzw. Leine-Formation (zL)
- Staßfurt-Zyklus (z2) bzw. Staßfurt-Formation (zS)
- Werra-Zyklus (z1) bzw. Werra-Formation (zW)

Vor allem im Untergrund Norddeutschlands und der Nordsee lassen sich noch drei weitere Salinar-Zyklen nachweisen: Ohre-Zyklus/-Formation (z5/zO), Friesland-Zyklus/-Formation (z6/zFr) und Fulda-Zyklus/-Formation (z7/zFu), die aber in Mächtigkeit und Evaporitführung bei weitem nicht an die vier Haupt-Zyklen/-Formationen heranreichen. Der Zyklus z7 wurde vormals erachtet durch die Mölln-Folge repräsentiert zu sein. Mittlerweile ist letztere als Mölln-Subformation in den oberen Teil der Friesland-Formation integriert worden und somit Bestandteil des 6. Zyklus (der tiefere Teil der Friesland-Formation wird als Eider-Subformation bezeichnet). Der 7. Zyklus wird nunmehr durch die Fulda-Formation repräsentiert, die wiederum weitgehend identisch mit der Bröckelschiefer-Folge älterer Literatur ist.
Wie die weitgehende Beschränkung der Folgen z5-z7 auf Norddeutschland und den Nordseeraum zeigt, ist nicht überall im Zechsteinbecken die Zechstein-Serie gleich mächtig oder gleichartig ausgebildet. So wird des Weiteren während des ersten Eindampfungszyklus die Edelsalz-Phase nur im Werra-Becken (daher auch als Werra-Formation oder Werra-Zyklus bezeichnet) im heutigen Hessen und Thüringen, im Niederrhein-Becken (Nordrhein-Westfalen) und im sogenannten Peribaltischen Becken im Bereich der russischen Exklave Kaliningrad erreicht. Hingegen werden in den folgenden Zyklen (Staßfurt und Leine) Kalisalze in diesen Teilbecken nicht mehr abgelagert, sondern in ausgedehnten Bereichen des zentralen Zechsteinbeckens. Ursache hierfür könnte sein, dass zum einen diese drei Teilbecken während des Werra-Zyklus jeweils durch eine relativ stark ausgeprägte Schwelle vom Rest des Zechsteinmeeres, wo die Konzentration der gelösten Stoffe offenbar geringer war, abgegrenzt waren, und zum anderen, dass während der nachfolgenden Zyklen die Subsidenz in den drei Teilbecken geringer war, sodass diese bereits vor Erreichen der Kalisalz-Phase weitgehend verlandet waren. In frühen Phasen der Eindampfungszyklen bildeten sich Karbonate (z. T. mit Riffen) vorwiegend in den flachsten Meeresteilen, nahe den Beckenrändern sowie in den Schwellenbereichen.

## Leben im Zechsteinmeer

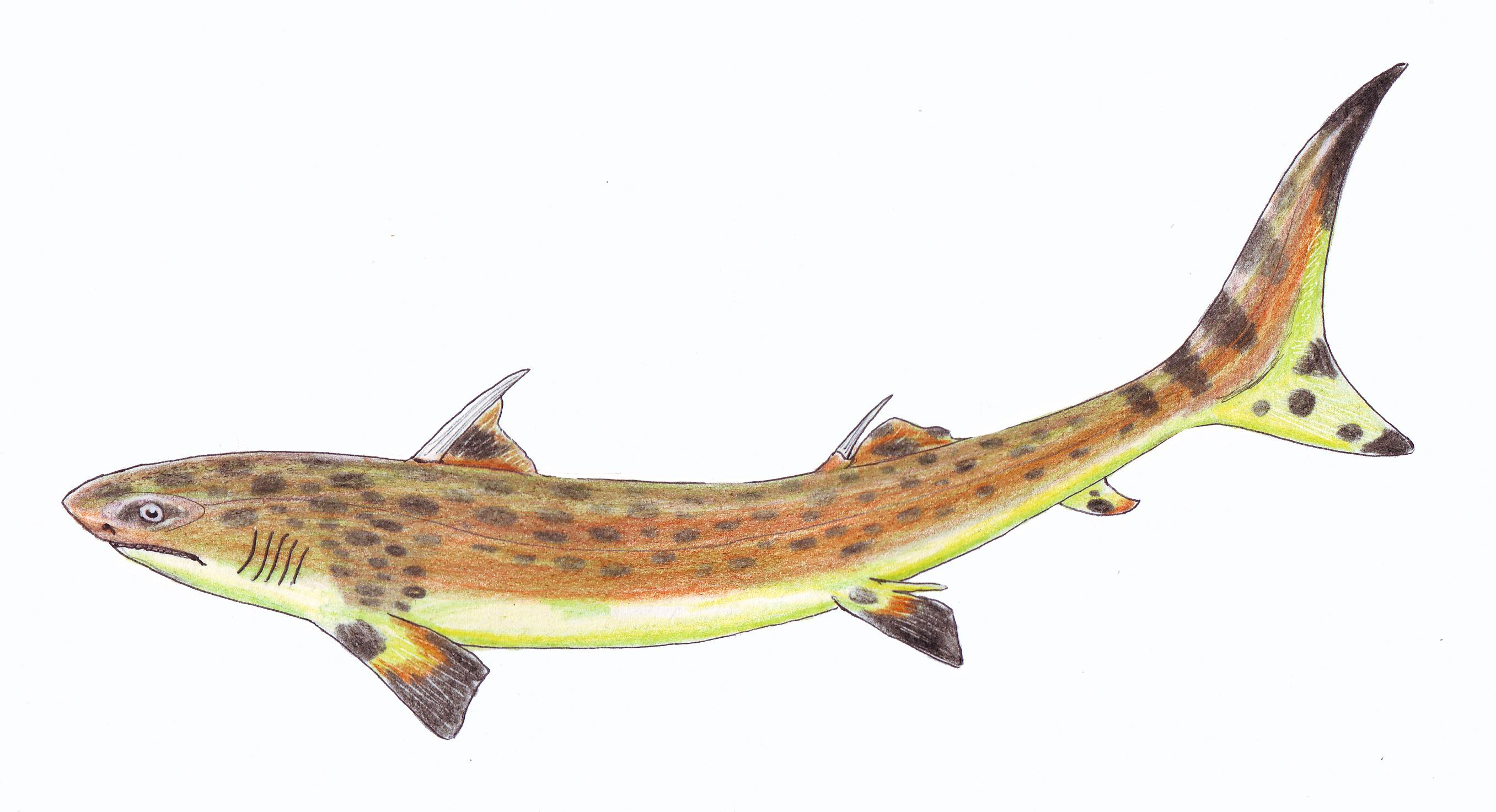
Wodnika (Lebendrekonstruktion), eine Hai-Gattung, die auch im Zechsteinmeer lebte

Mehrzellige Lebewesen gab es im Zechsteinmeer wohl nur während der Phasen, in denen das Meerwasser nicht extrem übersalzen war. Fossilien treten daher nur in den jeweils untersten Schichten der Eindampfungszyklen auf, in den Ton- und Karbonatgesteinen.
Insbesondere im Kupferschiefer (unterste Werra-Formation) kommt eine Vielzahl von Wirbeltierfossilien vor, wobei es sich sowohl um Fische handelt, die im Zechsteinmeer gelebt haben (z. B. Palaeoniscum freieslebeni), als auch um Landwirbeltiere, die auf dem trockenen Land des Zechsteinbeckens gelebt haben und erst nach ihrem Tod ins Meer gespült wurden (z. B. der Pareiasaurier Parasaurus geinitzi  oder der frühe Diapside Protorosaurus speneri).
In den Karbonaten finden sich in z. T. großer Zahl Brachiopoden (z. B. die bestachelte Form Horridonia horrida) und Bryozoen (vor allem in den Riffkomplexen der Werra-Formation, z. B. die Gattung Fenestella).
Während der Ausfällungsphasen von Gips, Steinsalz und Kalisalz dürften nurmehr extremophile Einzeller im Wasser des Zechsteinmeeres überlebt haben. Die Wechselwirkungen der Stoffwechselprodukte einiger dieser Einzeller mit der Erdatmosphäre könnten zum Perm-Trias-Massensterben mit beigetragen haben.

## Bedeutung

### Einfluss auf Topographie und Geologie
Die Ablagerungen des Zechsteinmeeres sind faktisch die einzigen Sedimente in der geologischen Geschichte Mitteleuropas, die größere Mengen an Steinsalz enthalten. Gerät dieses Steinsalz durch die Auflast der Deckschichten unter hohen Druck, verhält es sich plastisch, es fängt an zu fließen, und zwar dorthin, wo der Druck der auflagernden Schichten am geringsten ist (Halokinese). Dort, wo das Salz hinwandert, entstehen letztlich Salzstöcke. Das darüberliegende Deckgebirge wird angehoben und, insofern die herausgehobenen Gesteine erosionsresistenter sind als die Gesteine der Umgebung, bilden sich dort Berge oder ganze Höhenzüge, wie z. B. der Elm bei Braunschweig. Der Buntsandsteinfelsen von Helgoland ist ebenfalls durch die Tätigkeit eines Salzstockes aus dem Untergrund durch jüngere Deckschichten hindurch an die Erdoberfläche gedrückt worden. Dort, wo das Salz abwandert, wird das Deckgebirge abgesenkt, es entstehen sogenannte Randsenken. Die Halokinese des Zechstein-Salinars hatte nachhaltigen Einfluss auf die Sedimentationsgeschichte in Norddeutschland ab etwa der zweiten Hälfte des Mesozoikums durch Schaffung von Ablagerungsräumen (Randsenken) bzw. Liefergebieten (Höhenzüge). Die sogenannte saxonische Tektonik ist zumindest in Norddeutschland stark halokinetisch beeinflusst.
Der Aufstieg der Salzstöcke hat außerdem im Untergrund Norddeutschlands (vor allem in Niedersachsen) und des Nordseeraumes geologische Strukturen geschaffen, in denen sich Lagerstätten für Erdöl und Erdgas bilden konnten (sogenannte Erdöl- bzw. Erdgasfallen), die, ausgebeutet, heute zumindest noch einen gewissen Anteil zur Deckung des Bedarfs in Deutschland beitragen.

### Rohstoffe

#### Historisches
Durch die Steinsalzlager des Zechsteinbeckens ist Norddeutschland das kochsalzreichste Gebiet Europas. Wo Salzlager bis weit an die Erdoberfläche reichen (z. B. in Form von Salzstöcken), wurde bereits im Mittelalter Salz gefördert. Da Salz eine sehr begehrte Handelsware war, sorgte es für Wohlstand in den Abbaugebieten, wie z. B. Lüneburg. Die mittelalterliche Gewinnung von und der Handel mit Salz lässt sich noch heute an deutschen Ortsnamen wie Salzwedel, Halle, Salzdetfurth, Salzelmen oder Salzuflen ablesen.

#### Industrielle Förderung

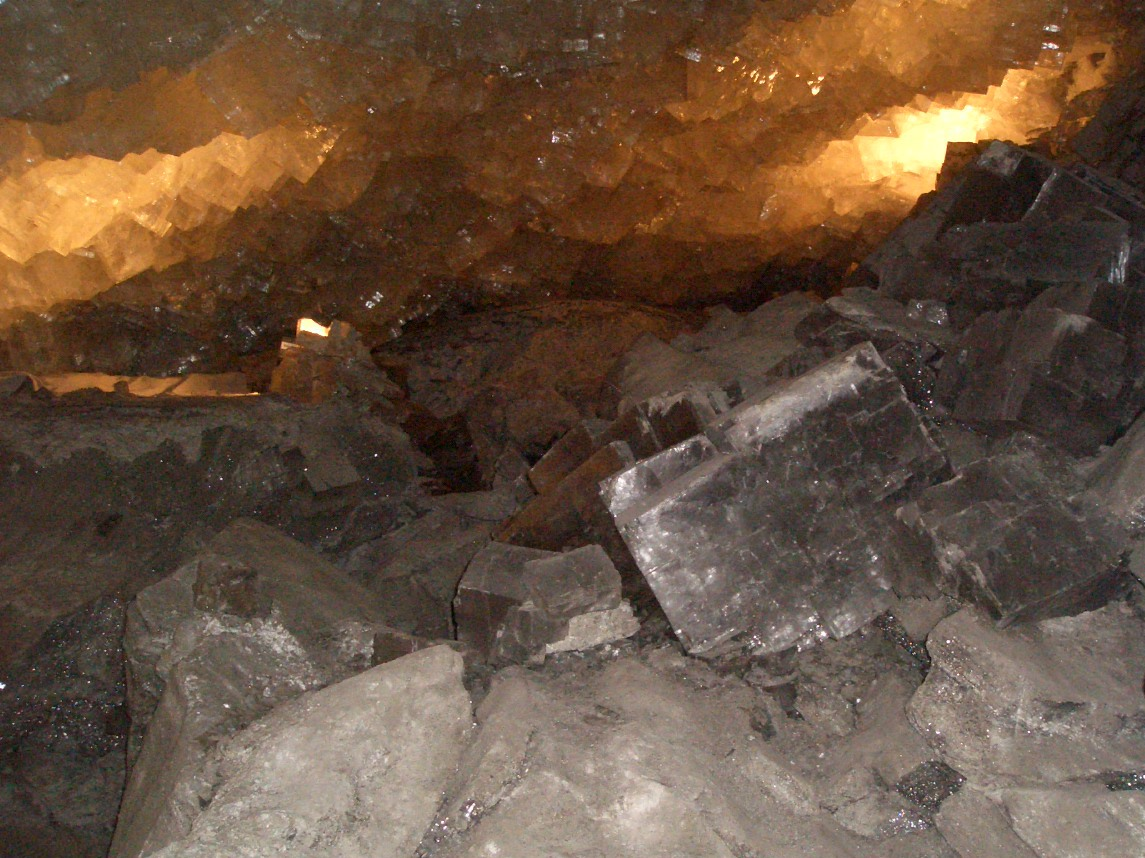
Große Halit-Kristalle in typisch würfeliger Ausprägung im Schaubergwerk Merkers, gewachsen in einem natürlichen Hohlraum des Werra-Steinsalzes.

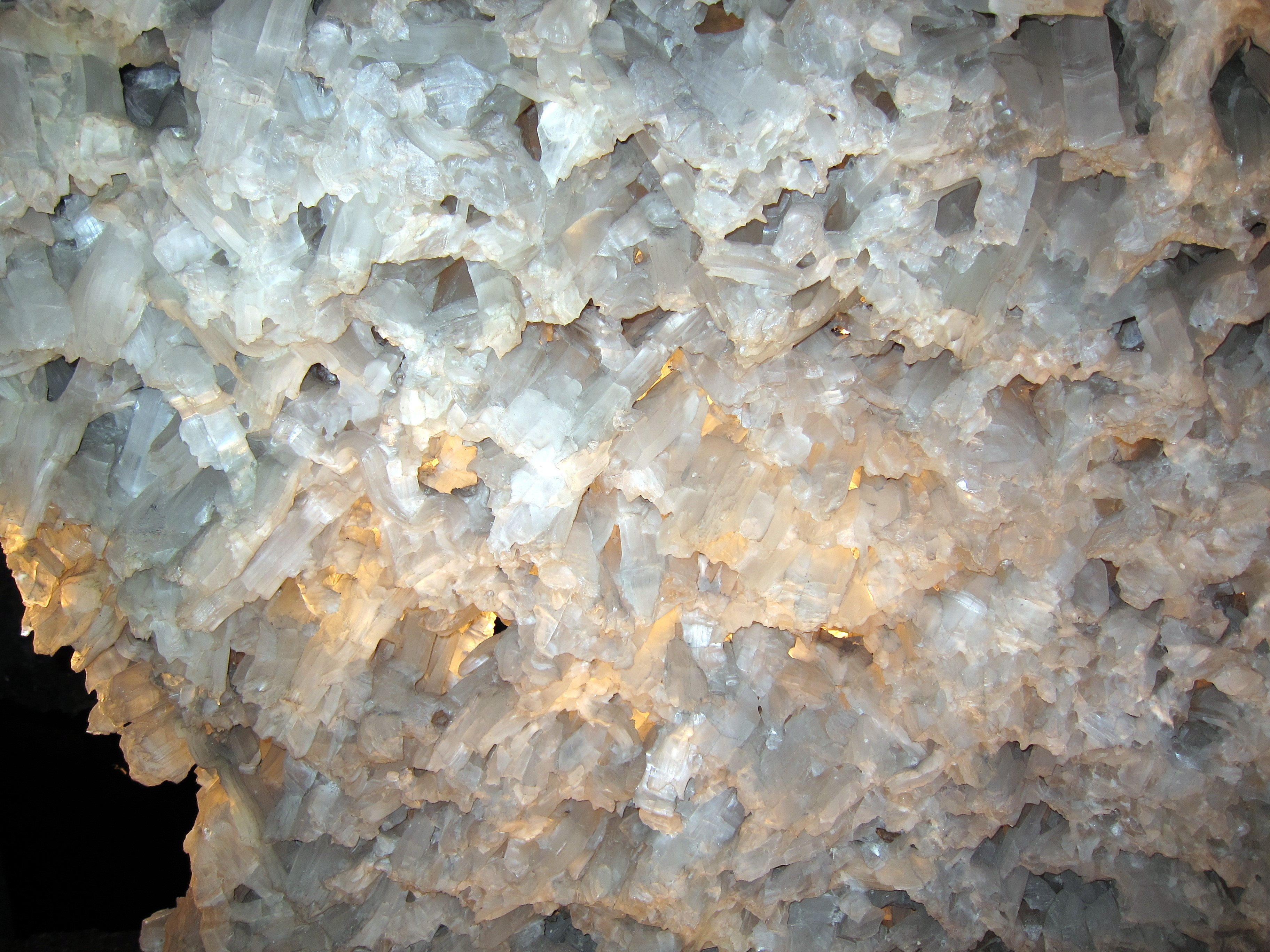
Gipskristalle (hier die transparente Varietät Marienglas), gewachsen in einem natürlichen Hohlraum im Werra-Anhydrit. Marienglashöhle Friedrichroda, Thüringen.

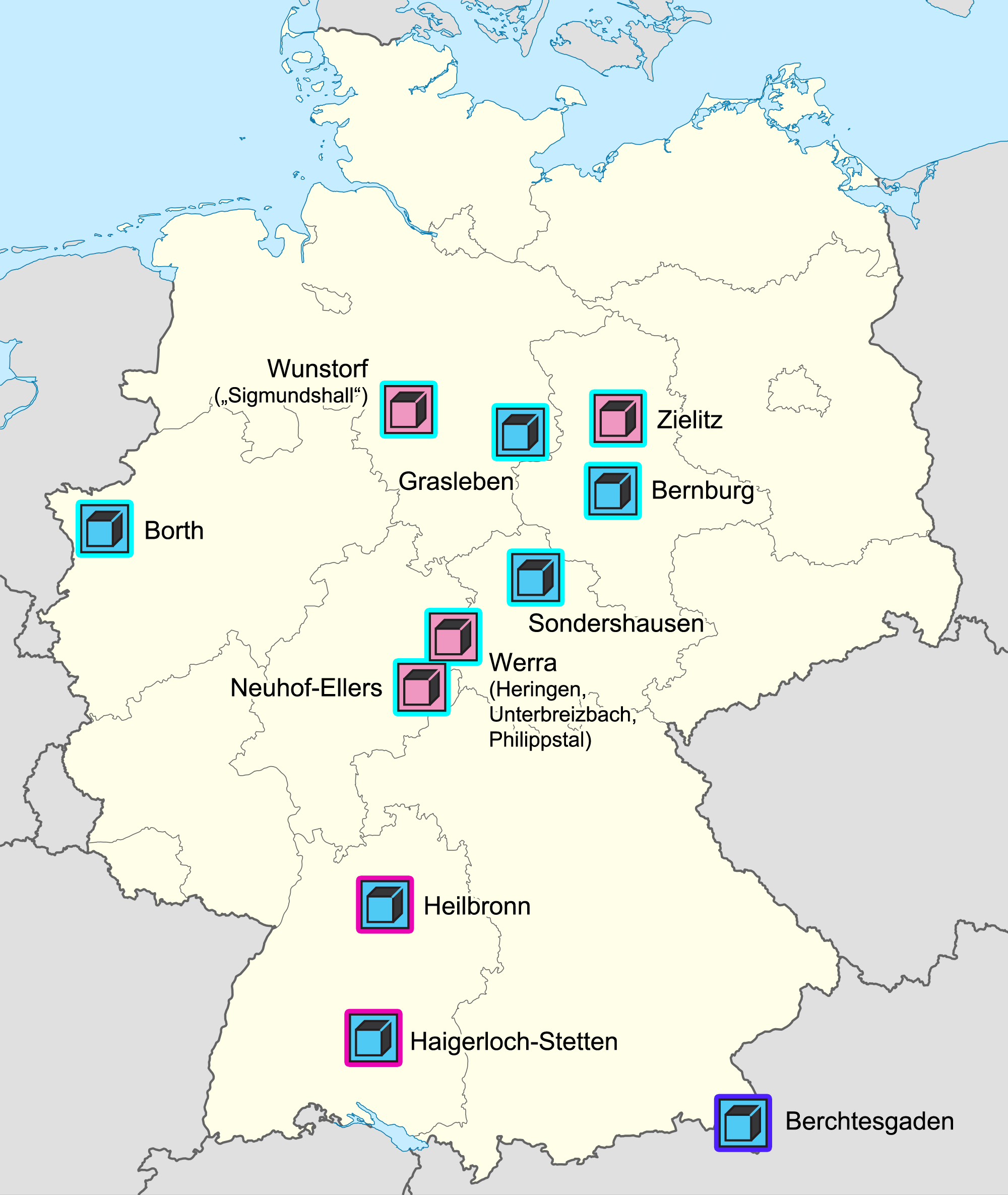
Aktive Stein- (blau) und Kalisalzbergwerke (rosa) in Deutschland. Die Symbole jener Bergwerke, die im Zechstein-Salinar angelegt sind, haben einen hellblauen Rand.

Für die industrielle Förderung von Stein- und Kalisalz aus dem Zechstein-Salinar werden heute in Deutschland zwei Verfahren angewendet. Zum einen die Bohrlochsolung, bei der die Lagerstätte angebohrt und dann heißes Süßwasser durch das äußere Rohr zweier ineinander liegender Rohre hineingepumpt wird. Die Salzlösung (Sole) die sich dabei bildet, steigt im inneren Rohr zur Erdoberfläche auf und wird von dort in den verarbeitenden Betrieb weitergeleitet (z. B. in Ohrensen bei Harsefeld im Landkreis Stade, wo die so gewonnene Sole per Pipeline direkt in Chlor-Alkali-Elektrolyse-Anlagen gepumpt wird). Dieses Verfahren dient in erster Linie der Steinsalzgewinnung, lohnt aber nur bei besonders mächtigen Lagerstätten, z. B. Salzstöcken. Die deutschen Steinsalzvorkommen werden auf 100.000 Kubikkilometer geschätzt. Um Staßfurt wurden Mächtigkeiten von einem Kilometer festgestellt.
Kalisalz wird hingegen meist in großen Bergwerken mit Hilfe schwerer Maschinen abgebaut.
Das Steinsalz wird vorwiegend zur Herstellung von Speisesalz und Streusalz sowie als Rohstoff für die chemische Industrie gewonnen (Industriesalz). Die Kalisalze werden unter anderem zu Kunstdünger weiterverarbeitet.
Auch die Gips- bzw. Anhydritlager des Zechsteins werden abgebaut. Der Gips dient u. a. als Rohstoff für die Baustoffindustrie, für die Porzellan- und Keramikproduktion und für die industrielle Herstellung von Schwefelsäure.
Bis zu Beginn der 1990er Jahre wurde im Mansfelder Land, davor auch im Richelsdorfer Gebirge und anderen Regionen in Deutschland, der Kupferschiefer, der erzführende Schwarztonsteinhorizont im tiefsten Teil der Werra-Formation, zur Gewinnung verschiedener Metalle in Bergwerken abgebaut. Heute wird Kupferschiefer nur noch in Niederschlesien, im Bergbaurevier Lubin-Sieroszewice, gefördert.

### Sonstiges
Unterirdische Hohlräume, die durch die Aussolung von Salzlagerstätten entstehen, sogenannte Kavernen, werden als Untergrundspeicher für Erdöl und Erdgas genutzt. So werden beispielsweise an den Standorten Heide (Schleswig-Holstein), Burglesum (Bremen), Sottorf und Wilhelmshaven-Rüstringen (beide Niedersachsen) von der Nord-West Kavernen GmbH (NWKG) etwa 15 Millionen Tonnen Rohöl, Heizöl und andere Mineralöle in 58 Kavernen gespeichert. Jede Kaverne misst 30 bis 35 Meter im Durchmesser und 250 bis 450 Meter in der Höhe. Das Volumen einer Kaverne entspricht so dem Volumen eines einzigen Supertankers. Mit Stand vom 31. Dezember 2011 gab es in Deutschland 205 Einzelkavernenspeicher für Erdgas im Zechstein-Salinar mit einem Gesamtvolumen Vn von 13 Milliarden Kubikmetern Arbeitsgas (bei Normbedingungen), von denen maximal 10 Milliarden Kubikmeter für die effektive Ein- und Ausspeicherung nutzbar waren, bei einem Gesamterdgasverbrauch Vn in Deutschland von 86 Milliarden Kubikmetern Arbeitsgas in 2011 (bzw. 99 Milliarden Kubikmetern in 2010).
Aufgefahrene Hohlräume im Salz werden auch zur Beseitigung gefährlicher Abfälle genutzt. So gibt es in Deutschland fünf in Betrieb befindliche (Herfa-Neurode, Zielitz, Sondershausen) oder stillgelegte (Thiederhall) Untertagedeponien für nicht-radioaktiven „Giftmüll“ im Zechsteinsalinar. Die Schachtanlage Asse II in der Nähe von Wolfenbüttel, die zunächst als „Versuchsbergwerk“ zur Lagerung radioaktiver Abfälle konzipiert war, stellt heute de facto ein Endlager dar. Radioaktive Abfälle, die vor allem dem Betrieb von Leistungs- und Forschungsreaktoren in der DDR entstammen sowie anderer Sondermüll sind im Salzstock Morsleben (→ Endlager Morsleben) eingelagert. In Gorleben im Wendland wurde ein Bergwerk errichtet, das der Untersuchung des Salzstocks Gorleben-Rambow bezüglich dessen Eignung als Endlager für hochradioaktive Abfälle diente. Teilweise werden mineralische Abfälle (z. B. Flugaschen) dazu eingesetzt, um aufgefahrene Hohlräume in Salzbergwerken zu verfüllen. Da hiermit eine Stabilisierung des Grubengebäudes erreicht werden kann, die sonst mit anderen Stoffen erfolgen müsste, wird hierbei von einer Abfallverwertung gesprochen.
Die therapeutische Wirksamkeit von Soleanwendungen hat dazu geführt, dass vielerorts in der Nähe von Salzvorkommen Kurortbetriebe entstanden sind. Viele dieser Orte tragen den Hinweis hierauf im Namen, wie Bad Salzdetfurth, Bad Salzuflen, Salzgitter-Bad oder Bad Salzungen.